# Villa Giampaoli

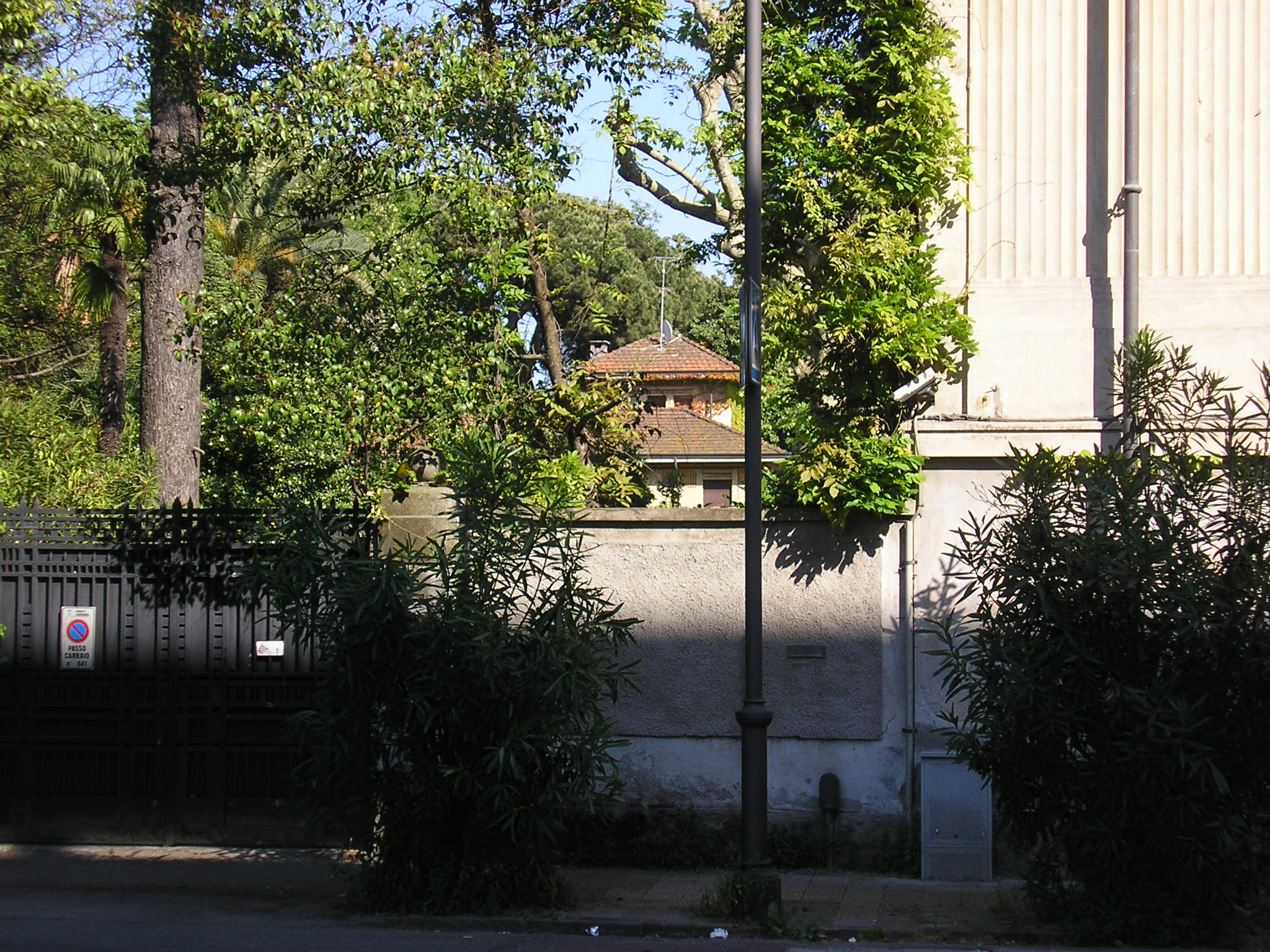
Vista della villa interna

Villa Giampaoli è una dimora signorile situata in Viale XX Settembre, 297 a Marina di Carrara ,nel comune di Carrara.

## Storia
La villa è inserita in un podere di circa tre ettari, detto "alla Bassina", immersa nella fitta vegetazione di platani, cipressi, eucalipti e olmi all'interno di un parco storico di circa tre ettari a Marina di Carrara. Dell'originario giardino all'italiana con siepi di bosso a figure geometriche, si sono conservate solo alcune statue in marmo collocate tra le aiuole e gli alberi ad alto fusto.
Agli inizi del Novecento, Arturo Giampaoli Gialandrei acquista un lotto della proprietà appartenuta ai Del Medico per realizzarvi una villetta dove trascorrere i periodi estivi e nel 1909 affida l'incarico della progettazione all'architetto Giuseppe Eugenio Galeotti. Il progetto e l'esecuzione dei lavori si svolgono durante un arco di tempo che va dal 1909 al 1920.
La proposta progettuale di Galeotti, che prevede una villa sontuosa, viene in parte ridimensionata in fase di costruzione su richiesta del committente.

## Descrizione
L'impianto compositivo della villa è generato dall'aggregazione di un volume principale a due piani, movimentato da aggetti e rientranze, ed un corpo più snello di tre piani che riproduce il motivo architettonico della torretta, uno degli elementi tipici delle ville marine coeve realizzate lungo il litorale.
I prospetti esterni risultano articolati da portici e logge al piano terra che sorreggono i terrazzi del primo piano. L'ingresso principale è posto sul lato a sud.
Due dei cinque portici previsti dal progetto originario vengono chiusi durante i lavori di realizzazione della villa, per ricavare più spazio internamente, ma appaiono ancora leggibili sulle facciate.

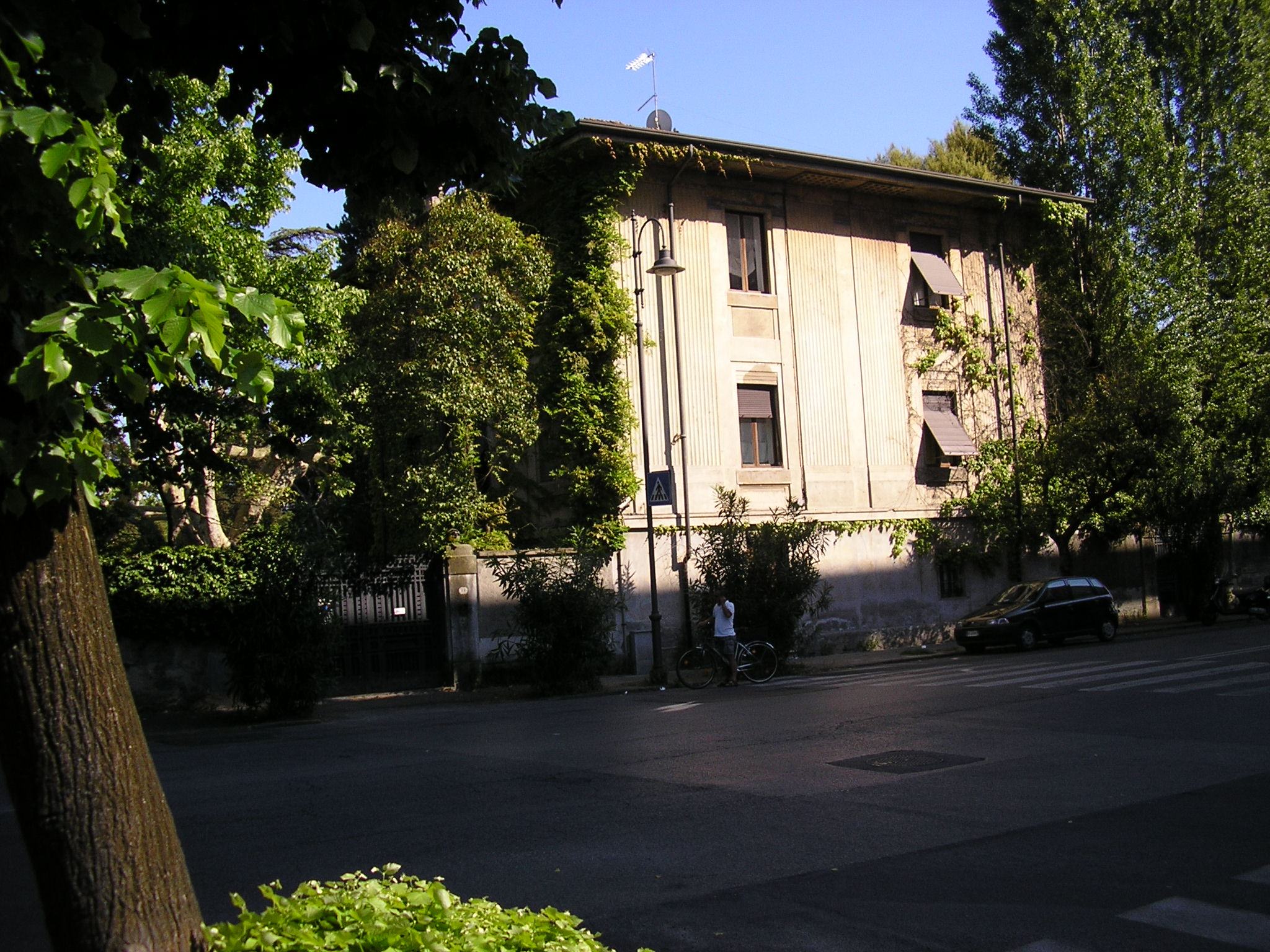
L'ex casa colonica

Le superfici intonacate dei prospetti esterni tinteggiate di colore giallo sono decorate da bordure di diversi colori in corrispondenza degli architravi sopra le aperture e lungo la fascia sotto la falda di copertura. Tali inserti cromatici riprendono le tonalità e il disegno dei vetri colorati degli infissi di chiara derivazione liberty. Gli ambienti interni che conservano gli elementi di finitura originali, pavimentati in marmo e parquet di legno, ospitano ancora alcuni dei mobili in legno disegnati dal proprietario della villa. Altri elementi di arredo provengono dal palazzo Giampaoli di Massa precedente dimora della famiglia.
Gli ambienti della zona giorno posti al piano terra si sviluppano intorno a una elegante scala con rivestimento in marmo e corrimano in legno con balaustra.
La villa, che dal 1934 diviene residenza stabile della famiglia Giampaoli, si trova in discreto stato di conservazione, nonostante la fitta vegetazione rampicante avvolga quasi del tutto l'edificio celando i particolari decorativi che la qualificano sotto l'aspetto formale.
All'interno del parco si trova un'altra costruzione che negli anni è stata oggetto di diversi interventi di ristrutturazione. Si tratta di una casa colonica risalente al 1700 adibita inizialmente a uso di abitazione del fattore con magazzini e cantine al piano terra. 
La casa colonica, prima immersa nel podere, agli inizi del '900 viene a trovarsi sul limitare della proprietà a causa degli espropri relativi all'apertura del viale XX Settembre che collega Carrara al mare.
Nel 1909 la casa viene ristrutturata e rialzata di un piano su progetto dell'arch. Enrico Del Debbio.